# Slano
Slano es un pueblo del sur de Croacia con un pequeño puerto en la bahía del mismo nombre. Se encuentra a 27 km al noroeste de Dubrovnik.

## Historia

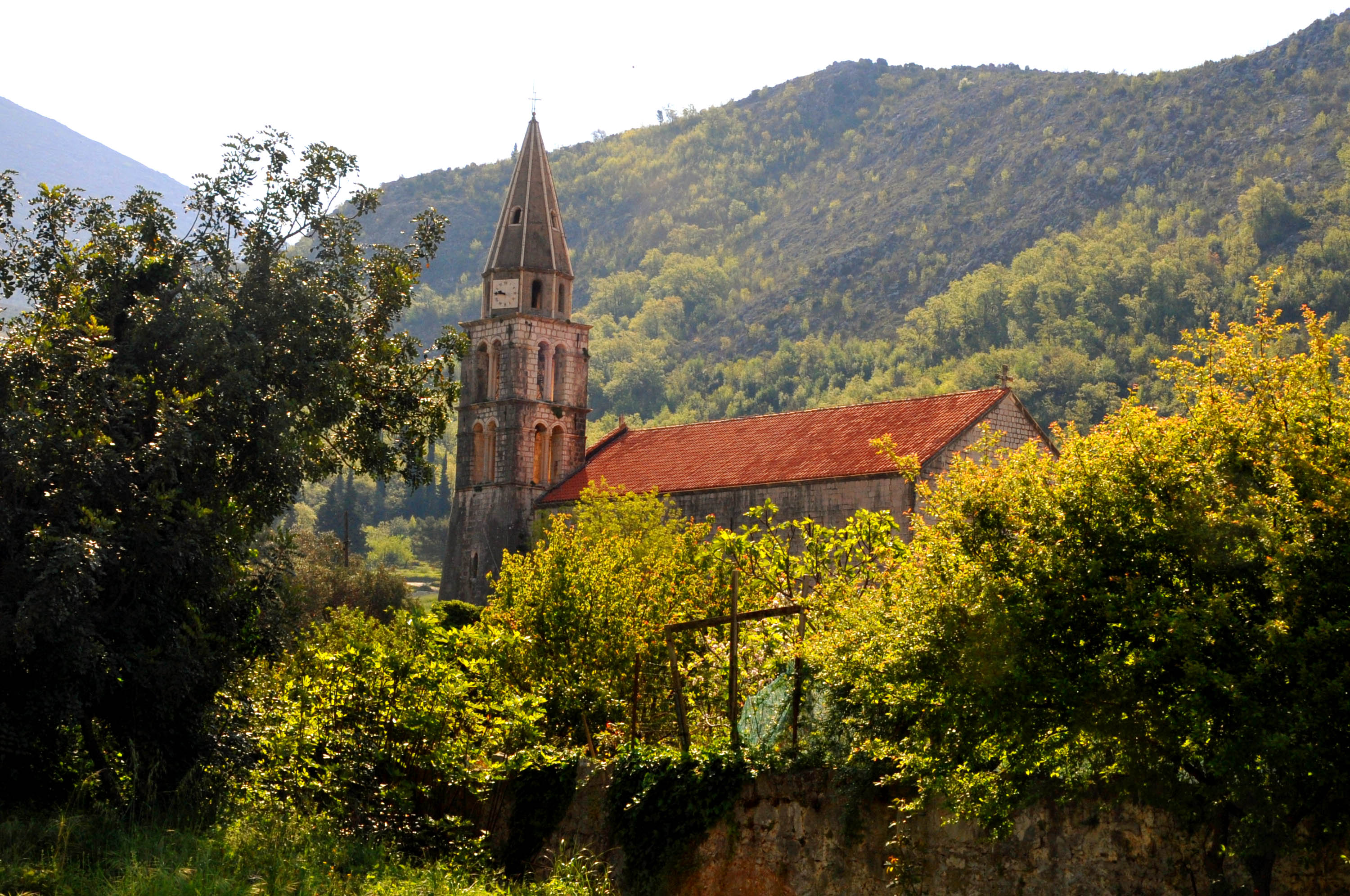
Iglesia franciscana en Slano.

La zona de Slano ya estaba poblada en la prehistoria (ruinas de un castro y túmulos en las colinas cercanas) y en la antigüedad (un castro romano en la colina Gradina; sarcófagos paleocristianos, hoy expuestos frente a la iglesia franciscana). En 1399, Slano pasó a estar bajo el dominio de la República de Ragusa; antigua sede del duque (palacio ducal, reconstruido a finales del siglo XIX). La villa de verano de la familia Ohmučević se encuentra en las inmediaciones.
La actual iglesia franciscana se construyó en el siglo XVI; el altar mayor está adornado con un políptico de Lovro Dobričević. La iglesia parroquial de san Blas, de 1407, fue reconstruida en estilo barroco. Las iglesias de la Anunciación y de san Pedro, ambas del siglo XIII, se encuentran en Banja.

## Demografía
Según el censo de 2021, su población era de 577 habitantes.

## Actualidad
La agricultura, el olivo, la vinicultura, la fruticultura, el tabaco, las hierbas aromáticas (salvia, laurel), la pesca y el turismo son las principales ocupaciones. Slano se encuentra junto a la carretera costera principal (M2, E65). Los yates pueden fondear en la pequeña cala protegida de Banja, y hay un fondeadero para yates más grandes frente a la entrada de la cala, al suroeste del cabo Gornji.